# Jayce Bartok
Jayce Bartok (né le 31 juillet 1975  à  Pittsburgh dans l'état de Pennsylvanie aux États-Unis) est un acteur et un réalisateur américain.

## Filmographie  sélective

### Cinéma

#### Comme acteur
- 1991 : The Fisher King : Le Roi pêcheur de Terry Gilliam : First Punk
- 1992 : Un faire-part à part (Passed Away) de Charlie Peters : Tony Scanlan
- 1992 : La Différence de Robert Mandel : Jack
- 1993 : Swing Kids de Thomas Carter : Otto
- 1996 : SubUrbia de Richard Linklater : Pony
- 2000 : Ropewalk de Matt Brown : Jay
- 2000 : Calling Bobcat de Paul Kermizian : Darrin Marshall
- 2000 : 101 Ways (The Things a Girl Will Do to Keep Her Volvo) de Jennifer B. Katz : Hank
- 2002 : Spider-Man de Sam Raimi : Subway Guitarist
- 2003 : The Station Agent de Tom McCarthy : Chris
- 2004 : The Tollbooth (en) de Debra Kirschner : Howie Flaxman
- 2005 : Red Doors de Georgia Lee (en) : Mark
- 2006 : Trapped Ashes de Sean S. Cunningham, Joe Dante , John Gaeta , Monte Hellman et Ken Russell : Andy (story segments : Wraparound)
- 2007 : The Cake Eaters de Mary Stuart Masterson : Guy Kimbrough
- 2007 : Trainwreck: My Life as an Idoit de Tod Harrison Williams : Brian
- 2010 : Top Cops de Kevin Smith : Eddie
- 2011 : Turbine d'Eva James et Isaak James (en): Mark
- 2011 : Coming Up Roses de Lisa Albright : Jimmy
- 2012 : Price Check (en) de Michael Walker (en) : Bobby McCain
- 2012 : Why Stop Now ? (en) de Phil Dorling et Ron Nyswaner: Nurse Mike
- 2013 : A Song Still Inside de Gregory Collins : Jackson Sinclair
- 2014 : The Unlovables d'Ilya Chaiken (en) : Roger
- 2014 : Une semaine ordinaire de Peter Glanz : Artist #1
- 2016 : Catch 22: Based on the Unwritten Story by Seanie Sugrue (en) de Josh Folan : Vince

#### Comme réalisateur
- 2014 : Fall to Rise

### Télévision

#### Séries télévisées
- 1991 : Down Home : Yipes, It's Snipes (saison 2 épisode 9)
- 1991 : New York, police judiciaire (saison 2, épisode 8) : Chip Bennet
- 1996 : Aliens in the Family : Cookie Makes Some Dough(saison 1 épisode 3)
- 1998 : You're the One : Pilot (saison 1 épisode 1) : Kip
- 1998 : You're the One : Romance(saison 1 épisode 2) : Kip
- 1998 : You're the One : Fights(saison 1 épisode 3) : Kip
- 2000 : New York, unité spéciale (saison 1, épisode 20) : P.K.
- 2001 : New York, section criminelle (saison 1 , épisode 1) : Michael Carson
- 2006 : New York, section criminelle (saison 5, épisode 20) : Pezzy
- 2009 : New York, police judiciaire (saison 19, épisode 13) : Bob Tavish
- 2010 : FBI : Duo très spécial : Le Craquement d’une brindille (saison 2 épisode 4) : Devlin
- 2011 : FBI : Duo très spécial : Les Sept Mercenaires (saison 2 épisode 10) : Devlin
- 2011 : FBI : Duo très spécial : Le Dentiste de Détroit (saison 3 épisode 4) : Devlin
- 2012 : Pan Am : Envol princier (saison 1 épisode 13) : Boho Guy
- 2012 : New York, unité spéciale (saison 14, épisode 8) : Eli Fromson
- 2013 : The Happy Mommy Hustle : Kid Photos on Facebook(saison 1 épisode 3) : Rob
- 2015 : Following : En pleine lumière  (saison 3 épisode 3) : Wyatt
- 2018 : New York, unité spéciale (saison 20, épisode 10) : Walter Evans

#### Téléfilm
- 1987 : Almost Partners d'Alan Kingsberg : Leon Jones
- 1991 : Coconut Downs de David Steinberg : Eric Van Buren
- 1996 : Andersonville de John Frankenheimer : Billy
- 1999 : Meurtre à Devil's Glen de Paul Shapiro : Michael 'Doc' Petrovsky
- 2001 : Nouvelle lune de miel de Larry Peerce : Brad Luckenbill
- 2004 : Tempting Adam de Kris Isacsson : Adam
- 2006 : The Wedding Album d'Andy Tennant : Bruno
- 2008 : Husband for Hire de Kris Isacsson : Bread